# انگر (باواریا)
انگر (باواریا) (به آلمانی: Anger, Bavaria) یک شهر در آلمان است که در بایرن واقع شده‌است.

## خصوصیات
انگر ۴۵٫۹۱ کیلومترمربع مساحت دارد ۵۵۸ متر بالاتر از سطح دریا واقع شده‌است.